# Christer Lipovac
Christer Lipovac, född 7 mars 1996, är en svensk fotbollsspelare som spelar för Karlslunds IF. Han har tidigare spelat för Örebro SK i Allsvenskan. 

## Klubbkarriär
Lipovac moderklubb är Karlslunds IF. Inför säsongen 2012 skrev han som 16-åring på sitt första professionella kontrakt med klubben. Efter säsongen 2012 värvades han av Örebro SK, men blev utlånad tillbaka till KIF för säsongen 2013. Under säsongen 2013 blev han bäste målskytt i KIF i division 2 med totalt 9 mål. Han gjorde sin allsvenska debut för ÖSK den 4 maj borta mot Kalmar FF då han bytte av Mohammed Saeid i den 74:e minuten.
I augusti 2015 lånades Lipovac åter ut till Karlslunds IF. Under låneperioden gjorde Lipovac fyra mål på fem matcher. Inför säsongen 2016 skrev han på för Karlslunds IF. Lipovac debuterade den 10 april 2016 mot Huddinge IF (3–3), en match han även gjorde mål i.

## Landslagskarriär
2013 spelade han för Sveriges U17-landslag som kom till semifinal i U17-EM och som tog brons vid U17-VM.